# Nolan Helmets
Die Nolan Helmets S.p.A. ist ein italienischer Hersteller von Helmen für Motorräder. Das Unternehmen wurde 1972 von Lander Nocchi in Brembate di Sopra gegründet. Der Firmenname wurde aus dem Namen des Gründers in umgekehrter Reihenfolge gebildet: Nocchi Lander.
Unter den Namen X-Lite und Grex werden weitere Produktlinien angeboten.

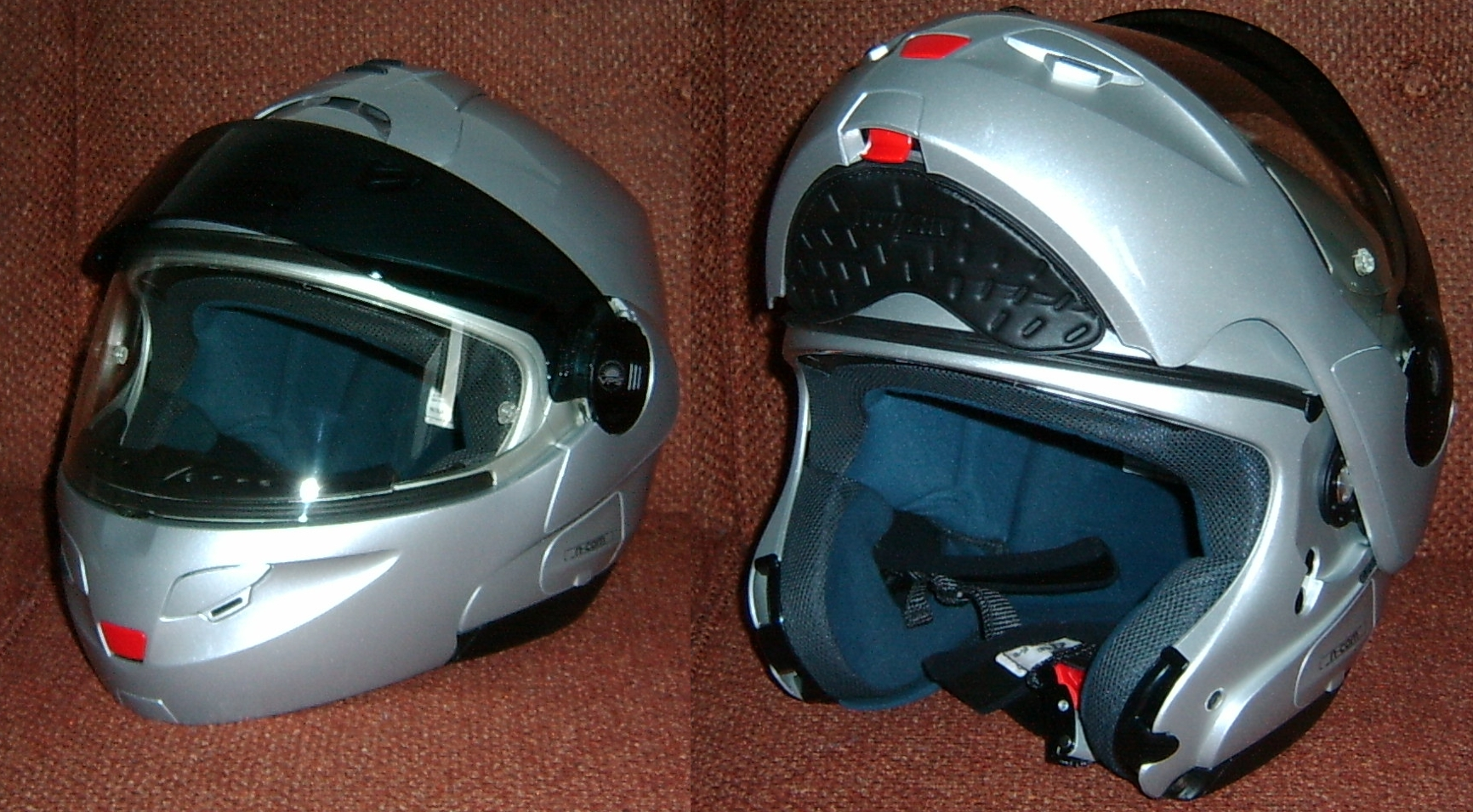
Nolan N102
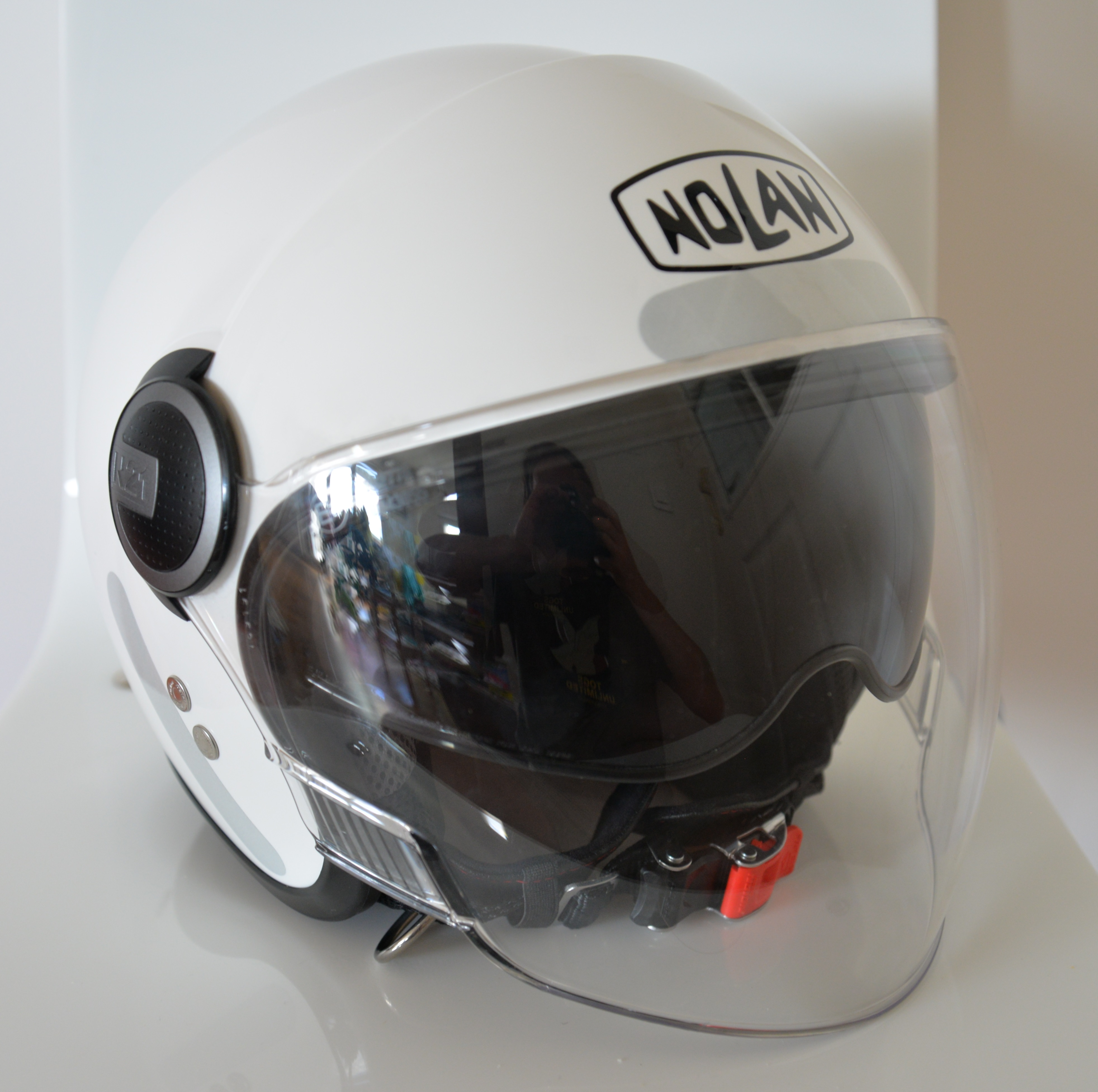
Nolan N21